# Isla Gemiler
La Isla Gemiler (en turco: Gemiler Adası; a veces llamada también Isla de San Nicólas) es una isla situada frente a la costa de Turquía, cerca de la ciudad de Fethiye. En la isla se encuentran los restos de varias iglesias construidas entre los siglos cuarto y sexto, junto con una variedad de edificios asociados. Los arqueólogos creen que es donde se ubica la tumba original de San Nicolás.
Las ruinas bizantinas de cinco iglesias construidas entre los siglos cuarto y sexto siguen estando acá, junto con unos 350 metros (1.150 pies) de una calzada procesional.
 San Nicolás vivió en la ciudad Myra de Lycia, en el distrito de Demre de Antalya en el siglo IV. San Nicolás nació en el puerto de Patara en Licia. Perdió a su madre y a su padre a una edad temprana. Generoso, servicial y sano, San Nicolás tiene mucha riqueza de su familia. Debido a su benevolencia y buenas ideas, en lugar de vivir una vida muy cómoda con esta fortuna, observó a los ancianos, los niños y los pobres. Su tío, que era sacerdote en ese momento, quería traer y educar a San Nicolás con su benevolencia y pensamientos útiles para la sociedad. Él crio a su tío San Nicolás como sacerdote.